# Ulrike Hausmann

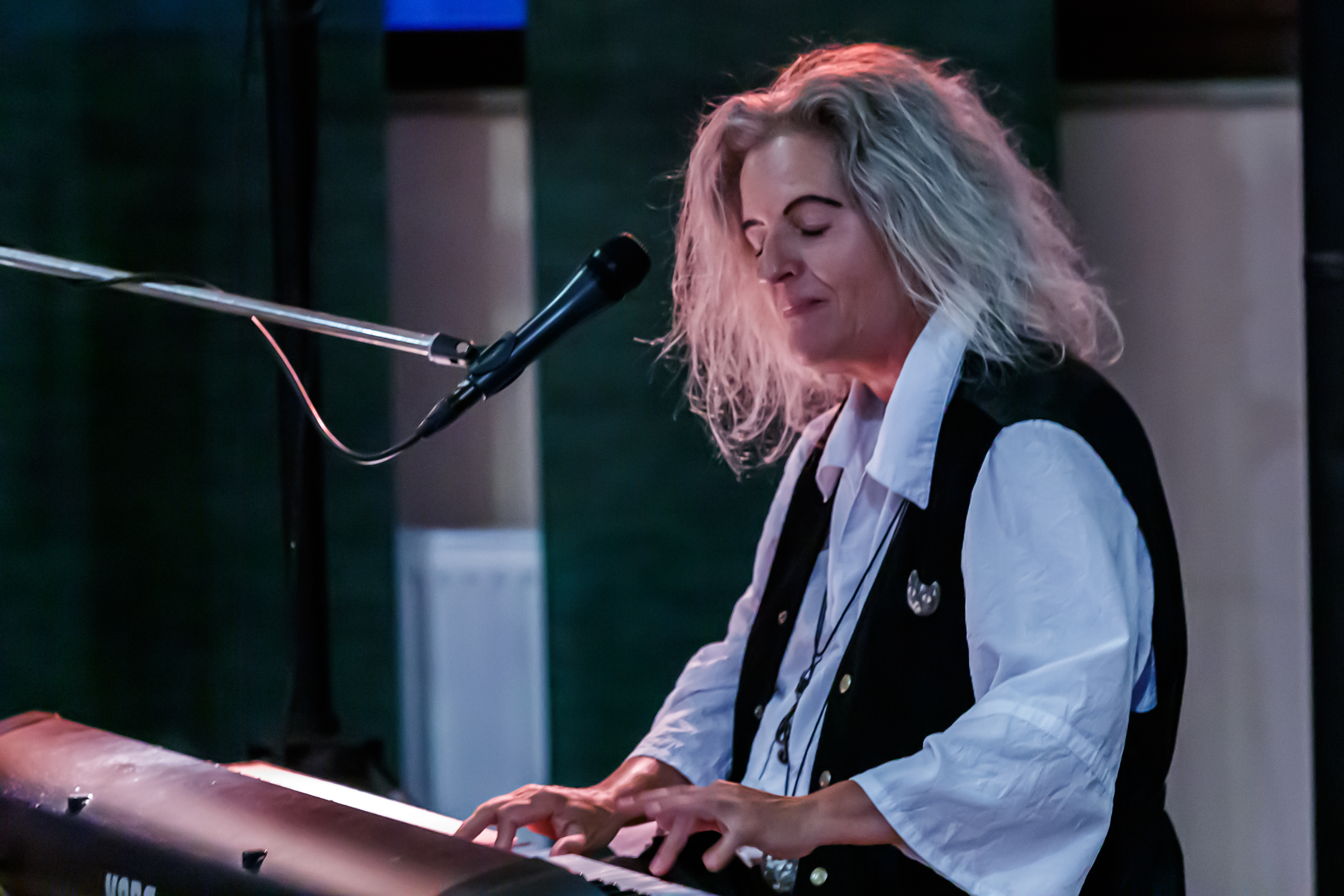
Ulrike Hausmann beim Internationalen Dixieland Festival 2022

Ulrike Hausmann (* 12. Februar 1967 in Dresden) ist eine deutsche Blues- und Boogie-Woogie-Pianistin und -Komponistin. Sie spielt Solo-Konzerte mit vorwiegend eigenen Kompositionen.

## Werdegang
Ihr Vater Gert Hausmann, Mitgründer und 30 Jahre Leiter der Elb Meadow Ramblers, brachte sie schon im frühen Kindesalter zum Klavier und swingenden Jazz. Im Alter von 10 bis 16 Jahren bekam sie klassischen Klavierunterricht bei Manfred Schneider. Sie interessierte sich aber auch für Malerei. Sie absolvierte ein Abendstudium an der Dresdner Kunsthochschule, nahm Jazzklavierunterricht an der Musikschule und Privatunterricht bei dem Pianisten Siegfried Groß. Vince Webers erstes DDR-Konzert im Jahre 1982 beeinflusste ihr Klavierschaffen.
Im Jahr 1989 tourte sie mit dem Jazzquintett Dresden, zu dem u. a. auch Michael Haubold gehörte, durch Thüringen, als sich die Grenze öffnete. Von 1990 bis 1994 nahm sie Unterricht am Jazzklavier bei Budde Thiem und Volker Graf an der Musikschule Fürth. Zurück in Dresden begann sie wieder mit Boogie Woogie und Blues.
Sie stand mit Vince Weber (u. a. 2010, 2016 und 2022 in der Hamburger „Fabrik“), Axel Zwingenberger und Charlie Watts auf der Bühne. Bei den Tourneen „Boogie Round The Globe“ in den Jahren 2012 und 2013 von Jan Preston, der großen australischen Boogie- & Ragtime-Pianistin, trat sie in Hamburg und Dresden auf. Sie trat wiederholt beim internationalen Jazz In Town in Berlin, beim Festival de Jazz 'Sim Copans' de Souillac, beim Boogie Woogie Festival Cambrai und 2025 bei Axel Zwingenbergers Boogie Woogie News im Metropol in Wien auf. Seit 2011 tritt sie alljährlich beim Internationalen Dixielandfestival in Dresden auf, darunter 2016 und 2017 mit einem Konzert im Jazzclub Tonne, unter anderem an der Seite von Günter „Baby“ Sommer. Ihre ungewöhnlichen Eigenkompositionen bringt sie auch bei abendfüllenden Solokonzerten auf die Bühne.
2011 erschien ihre erste Solo-CD Session By Myself, 2019 die Solo-CD Jumpin‘ In The Darkness. bluesnews lobte ihr Debütalbum: „Die Tatsache, dass Ulrike Hausmann nicht wie ähnlich ausgerichtete Kollegen bekannte Klassiker der Ragtime- oder Boogie-Ära interpretiert, verleiht ihr schon mal einen gewissen Sonderstatus.“
Sie gehört zu den Autoren der Bücher Elb Meadow Ramblers und Jazz Dresden Jazz.

## Alben
- 2011: Session By Myself, Selbstverlag
- 2018: Dixieland the best sound of the festival 2018, Internationales Dixielandfestival Dresden/Sächsische Festivalvereinigung
- 2019: Jumpin‘ In The Darkness, Selbstverlag